# Berndorf bei Salzburg
Berndorf bei Salzburg är en ort och kommun i Österrike. Den ligger i distriktet Salzburg-Umgebung i förbundslandet Salzburg,  250 kilometer väster om huvudstaden Wien. 
Kommunen består av två orter (Ortschaften) (inom parentes invånarantal 1 januari 2024):
- Berndorf bei Salzburg (1 376)
- Großenegg (382)